# Ryukyua globosa
Ryukyua globosa är en kräftdjursart som beskrevs av Williams och Bunkley-Williams 1994. Ryukyua globosa ingår i släktet Ryukyua och familjen Cymothoidae. Inga underarter finns listade i Catalogue of Life.